# Fomitsch (linker Popigai-Nebenfluss)
Der Fomitsch (russisch Фомич) ist ein 393 km langer linker Nebenfluss des Popigai im Nordosten der Region Krasnojarsk. Zur Unterscheidung von dem gleichnamigen kleineren rechten Popigai-Nebenfluss wird der Fluss auch als „Oberer Fomitsch“ bezeichnet.

## Geographie

### Verlauf
Der Fomitsch entspringt im Norden des Anabarplateaus, das einen Teil des Mittelsibirischen Berglands bildet, auf einer Höhe von etwa 450 m. Er durchfließt auf seiner gesamten Länge das Hochland, eine unbewohnte Tundralandschaft nördlich des Polarkreises. Der Fomitsch fließt zuerst nach Norden, wendet sich dann aber scharf nach Westen. Er vollführt später einen scharfen Bogen nach rechts und fließt bis zu seiner Mündung in den Popigai in ostnordöstlicher Richtung. Oberhalb der Einmündung des Kjuel-Allara-Ettjunen-Tachsar bei Flusskilometer 221 befindet sich das östliche Ende einer Niederung, die von der 22 km langen „Afanasjewskaja Protoka“ nach Westen zur Erietschka durchflossen wird.

### Einzugsgebiet
Das Einzugsgebiet des Fomitsch umfasst 13.100 km². Dieses grenzt im Norden an die Einzugsgebiete der unteren Popigai-Zuflüsse Sopotschnaja und Polowinnaja sowie an das Einzugsgebiet der Bludnaja, im Westen an das der Erietschka, im Südwesten an das des Kotuikan sowie im Südosten und im Osten an das der Rassocha, ein oberer Popigai-Zufluss.

### Zuflüsse
(Von der Quelle zur Mündung)
- Fomitschkan (Fluss-km 321, rechts), 30 km (64 km mit Quellfluss), 655 km²
- Turinga (Fluss-km 305, rechts), 48 km, 464 km²
- Balyga-Suoch (Fluss-km 311, links), 71 km, 870 km²
- Kjuel-Allara-Ettjunen-Tachsar (Fluss-km 221, links), 41 km, 364 km²
- Chardach-Jurjach (Fluss-km 186, links), 61 km, 1530 km²
- Tschakyn-Jurjach (Fluss-km 172, links), 62 km, 608 km²
- Parfen-Jurjach (Fluss-km 163, rechts), 53 km, 932 km²
- Bililjach (Fluss-km 136, links), 66 km, 784 km²
- Debeljach (Fluss-km 98, links), 53 km, 675 km²
- Chastyr (Fluss-km 36, links), 60 km, 492 km²
- Bokunaty (Fluss-km 7, links), 28 km, 184 km²